# ژان-دومینیک سنار
ژان-دومینیک سنار (به فرانسوی: Jean-Dominique Senard) (زاده ۷ مارس ۱۹۵۳) کارآفرین، بازرگان و مدیر ارشد اجرایی فرانسوی است، که اکنون به‌عنوان رئیس هیئت مدیره شرکت رنو فعالیت می‌کند.